# Coleophora andalusiae
Coleophora andalusiae é uma espécie de mariposa do gênero Coleophora pertencente à família Coleophoridae.